# 便利屋斎藤さん、異世界に行く
『便利屋斎藤さん、異世界に行く』（べんりやさいとうさん、いせかいにいく）は、一智和智による日本の漫画作品。『ComicWalker』（KADOKAWA）を中心にニコニコ静画などのweb漫画サイトにて連載中。2023年6月時点でシリーズ累計部数は80万部を超えている。

## あらすじ
異世界へ転移した便利屋従業員斎藤とそれを取り巻くラエルザ一行。孤独に旅をする魔術師ドワーフ、エルフと特殊性癖を持つ神官、いまだに強い実力を秘めた国王と倒された魔王、いくつもの異世界のパーティの面々をグランドホテル形式で描くスペクタクル日常物語。

## 登場人物
声の項はテレビアニメ版の声優。

### 斎藤のパーティ
斎藤（サイトウ）
声 - 木村良平
身長 : 171cm
本作の主人公。職業は盗賊。現代日本から転移した異世界人。日本では薄給の便利屋従業員として働いていた。
転移前は客や周囲から威圧的な態度をとられ、それに耐えながら辛い生活を送っており、給料面で経営者とトラブルとなり会社を退職した当日、トラックに轢かれる寸前で異世界に召喚され、仲間たちとともに冒険者として旅をしている。なお、モーロックが間違えて召喚したと判明するも、送還するとトラックに轢かれる寸前に戻ってしまう上に、自分が便利屋として培ってきた技術力や手先の器用さが異世界では感謝されていることもあり、異世界生活を大変気に入り、帰還は諦めている。チート能力はないが、手先が器用で運動や勉強はともにそこそこできるタイプである。戦闘では役立てないが、得意の器用さで鍵開けやワナ解除、武具の簡単な修繕などを行う。また、記憶力が高くモーロックの魔法詠唱の手助けや有効な武具の交換作業など、メンバーをサポートするチームの要となっている。また、人間性もよく顔立ちも良いため、人を惹きつけ男を惚れさせることもある。
ラエルザ
声 - ファイルーズあい
身長 : 173cm
本作品のヒロイン。職業は重戦士。かけ出しの頃に顔面を負傷し、その切り傷を兜鎧で隠している美女。男勝りな性格でサバサバしているが、ツンデレ要素も持ち合わせている。サイトウが来たばかりの頃は冷たい対応だったが、サイトウに危機的状況を救われてからはサイトウにベタ惚れになり、仲間との話題も特にサイトウのことになると挙動不審になる。マデラカクエスト編以降は完全にツン要素が鳴りを潜め、恋する乙女と化している（最近では珍しいツン期→デレ期という形式のツンデレ）。
また、形式上はモーロックの養女。他メンバーが戦闘面で足を引っ張るケースが多いことから、補佐役のサイトウがいないと負担が全てラエルザにかかるため、全滅するケースがある。特異体質の影響で怪力を持っている。
モーロック
声 - チョー、ファイルーズあい（女）
身長 : 169cm
職業は魔術師。高レベルで伝説級の魔術師。引退をしていたが現役復帰し、サイトウたちとパーティを組んでいる。物忘れが激しく、仲間を忘れたり自分が生きていることすら忘れることもあるほどボケているため、魔法詠唱を忘れることが多々ある。カジノ好きで稼いだ分け前のほとんどを使い切ってしまったこともある。また、スケベで人間や魔物を問わず、美しい相手にアプローチを掛けることがある。魔法を暗記したサイトウが、戦闘の際に隣でサポートすることで詠唱することができる。高齢でよく腰を痛めるのでラファンパンの世話になっている。
実は東の国で名が知れた魔術師であったが20年前、研究に没頭してるうちに幼い一人娘が病死してしまう。時間をあやつる禁断魔法を探す旅に出る。その中で謎の大魔術師と出会うも交戦して敗れ、そんな苦しみは取り除けばいいと大魔術師に自身の名前や家族の記憶を消されてしまう。本当の名は「ベルガイム・クローム」。
大迷宮から戻ったあとに甲大蛇（ヨロイオロチ）の毒を食らい療養していたが死亡してしまう。しかし過去に何者かにかけられていた魔法が発動し、復活するも死体のときにヘルハウンドに男性器ごと多くの魔力を食われていたため、魔法が不完全に発動してアンデッドの姿で復活。
その後は蘇りとアンデッド化を繰り返していたが、双子の悪魔との戦いの際にヘルハウンドから魔力を返還され、犬耳が生える&若返りという状態で完全復活。最盛期の力で悪魔を追い詰めるも、とどめを刺す寸前で再び一気に老いてしまう。悪魔討伐後は瀕死のヘルハウンドに魔力を分け与えて意識を失うも、その後は今まで通り元気な状態に戻った。
ラファンパン
声 - 東山奈央
身長 : 30cm
職業は神聖魔術師。月光妖精。主に回復役。金銭面にシビアであり、緊急時以外は治療は有料としている。なお、月光妖精自体が先祖からの呪いの遺伝により満月の日に金貨を捧げないと体が縮んでしまうため、金貨に固執している。施しを嫌うほどプライドも高く、仕事でしか金を受け取らない。

### 重魔法戦車パーティ
ギブングル
声 - 相馬康一
身長 : 130cm
ドワーフの魔術師。孤高に行動しており、一族の中では魔力適性が高いため魔術師になったが、戦闘能力も非常にたかく物理攻撃と魔力攻撃両方の使い手。モーロックに師事していたらしいがモーロック自体が記憶を忘れているため真相が不明。兜の中に子犬の「ペモ」を飼っている。斎藤のパーティには最も友好的。

### 凸凹パーティ
リリーザ
声 - 花守ゆみり
身長 : 149cm
可憐な容姿とは対照的に少女のような小さな体で大きな斧を振り回す魔獣狩りの女性。ラエルザと同じく特異体質で筋力が強い。「魔獣狩り」の異名を持ち、大きな魔獣も難なく倒す。
ギーブル
声 - 田所陽向
身長 : 189cm
リリーザとパーティを組んでいる筋肉質なガタイのいい男性。一見、戦士のように見えるがレンジャーである。盗賊の技と魔術師の魔法が使える。バイセクシャルでサイトウに惚れる。

### エルフと神官パーティ
フランリル・リル・アーリル
声 - 青木瑠璃子
身長 : 183cm
エルフ。魔法が使えないため、格闘家としてダンジョンに挑む女戦士。素早く動き相手を翻弄し、急所を的確に突くような戦闘を得意とする。ラエルザと互角に戦う。
ニニア
声 - 田所あずさ
身長 : 156cm
フランリルとパーティを組んでいる神官職の女性。戦いでは主に防御力アップや素早さアップなど、魔法でフランリルをサポートしている。「魔力消費を抑えるため」と嘘をついて傷口を舐めながら回復魔法を使うなどの特殊な性癖がある。

### 元魔王・宮廷魔術師組
王
声 - 森功至
王国の国王。元勇者。一見年老いて、よろよろ歩き王冠を落としても気づかないが、戦闘となると未だに計り知れない実力を誇る。国に攻めてきた魔王ドルグを倒せずにいた国軍にしびれを切らし、散歩をするような感覚で自ら単独で出陣。易々と魔王の首を持ち帰った。魔王とは話が合うと言って処刑しようとせず、そのまま、反乱を起こした軍団長の後任に任命する。大臣と魔王がことごとくダンジョンに失敗したため自らが出向こうとしたが「外交問題」になるため不参加。後にドルグや大臣の頼みで魔女ラーヴェラを救うためにキスルギの元に向かうが、呪いを解く代償にキスルギとプリマス両方の体を切り刻む際は、真剣な面持ちで覚悟を諭した。
大臣
声 - 中西怜郎
国王の側近で世話係も兼ねてる大臣。物静かに澄ましているが、王が不在の際に起きた軍団長による反乱を、易々と石化魔法で撃退するほどの実力者。実力はあるものの、暗殺者の不意打ちに気づかずに後ろから刺された際は「言い訳はいいから、情けない」と国王にダメ出しをされてしまう。魔王ドルグと仲が良いが互いに素直になれない。
魔王ドルグ
声 - 千葉繁
魔王級悪魔。魔界に住んでいたが地上に侵出し、人間の国を支配した。しかし、王に敗れ頭部を持ち帰られてしまう。頭部だけの状態であるが生きており、チェスをしたり話し相手になってしまった。そのまま気に入られてしまい反乱を起こした軍団長の後任に任命され、王から支給された端正な顔立ちの美青年の鎧姿で行動する。大臣とは仲が良く、二人でダンジョンに挑み周囲からも注目されていたが、大臣とともに暗殺者に細切れにされる。奇襲をされた復讐に忍者パーティを処刑しようとしたものの、パーティーの中に甥のターレフォンがいたため和解する。

### パワーウィザードパーティ
パワーウィザード（仮）
声 - 森田了介
身長 : 168cm
世界樹の魔法の杖を使う老齢の魔術師、巨大な杖を使うがあまりの強さに敵も歯が立たない。杖を武器として使い、魔法をあまり使わない。
その正体は……

### 忍者パーティ
キスルギ
声 - 笠間淳
身長 : 183cm
魔力を持つ忍者。敵の影を踏むと相手の動きを封じる事ができ、その隙で容赦なく暗殺するスピードの速い暗殺者。魔女によって魔界に沈められた際に上級悪魔を仲間につけて腕利きのパーティ暗殺を試みる。冷酷非情に見えるが仲間に対する情が深く、ターレフォンが倒されそうになった際は全力でかばったり仲間を必死で守ろうとする心優しさを秘めている。その理由も大迷宮にある秘宝を探し出しラーヴェラを救う為である。
プリマス
声 - 井澤詩織
キスルギのサポートを行う黒晶妖精。3頭身のぽっちゃり体型で食い意地が張っている。かつてはラファンパンと同じくスレンダーな体型であったが人間たちに追われた際に「見た目が醜くなれば追われる心配もなくなる」と思い片っ端から飲み食いをしたことで現在の体型になったものの全く状況は変わることなく体重が増えたことで逆に飛ぶスピードが遅くなってしまう。ついには捕らえられ売られかけた時にラーヴェラに助けられ親友となった。その彼女を救うためにキスルギと手を組み身を挺して魔力を蓄積していた黒羽を引きちぎり大迷宮で召喚を行う。
ラーヴェラ
声 - 斎藤千和
魔女。長い黒髪を持つ美女であり、かつて悪魔に魅入られ不老の魔法をかけられたが、その悪魔は他の魔術師に殺され魔法の効果だけが残る。また呪いというべきもう一つの効果があり、恋をすると魔法が解除され、止まっていた時間が動き出すというものである。その魔法もキスルギが彼女にキスをしたことにより解けてしまい、一気に歳をとりキスルギが彼女の家を訪問した時には既に老衰で死を待つのみになっていた。
ターレフォン
声 - 田島章寛
キスルギが魔界から連れてきた上級悪魔。キスルギがラーヴェラに恋に落ちたのちパーティが解散したはずだが、キスルギの人柄に魅かれてその後もキスルギについて行く。魔王ドルグの甥でもある。いったん魔界に戻されたが、その後もキスルギの身を案じている。
アベレス
声 - 東條達也
キスルギが魔界から連れてきた上級悪魔。キスルギがラーヴェラに恋に落ちたのちパーティが解散したはずだが、キスルギの人柄に魅かれてその後もキスルギについて行く。いったん魔界に戻されたが、その後もキスルギの身を案じている。

### 国家公認勇者パーティ
カインズ（カインズ・ラックイン）
声 - 松岡禎丞
身長 : 170cm
職業は魔法戦士。国家公認勇者。魔法も剣も使える上に端正な顔立ちという理由で選ばれる。しかし、全てにおいて平均より少し良いほどなため、魔王を倒せる実力はない。勇者としての誇りと仲間思いな心は持ち合わせていることから人気はある。
モンプイ（モンティール・プーイット）
声 - 本多力
身長 : 158cm
職業は僧侶。能力は並以下で安全圏で手柄を立てたがる上に卑怯な一面も持っている。勇者選定の決定権を持つメンバーの中で最も地位のある人間の甥であり、コネで選ばれた。形式上はカインズとライチの教育係という地位も持っている。
ライチ
声 - 芹澤優
職業は魔術師。アイドル魔術師。見た目が可愛いという理由でメンバー入りした。中級レベルの適性は全体的にあるものの、努力が嫌いな上にすぐ飽きる性格のため、中途半端に魔法が使える。また、氷魔法は一つも習得していない。イケメン好きのビッチのため、勇者と体の関係を持ち、モンプイを嫌悪している。

### ベルガイム・クロームの関係者
ベルガイム・クロームが、家族の記憶を失う前に出会っていた人物。
ドンバイン
声 - 清水健佑
ドワーフでモーロックとは旧知の仲。自由自在に鉄を加工でき、鎧から剣まで様々なものが作る技術を持っている。仕事ができすぎるため、客からぼったくりと言われて以降、人間不信になり引退していた。サイトウが愛用しているワイヤーカッターが壊れたことから彼の職場である工房へ赴き、その際に「百〇八の鍵束」で閉められていた工房をサイトウが解除したため、その実力を買われサイトウたちとも親しくなった。
時を操る魔術師
声 - 伊瀬茉莉也
モーロックの記憶を奪った魔術師。異世界の物を召喚していた魔術師。
モーロックの妻
声 - 竹内恵美子
ベルガイム・クロームの妻。
モーロックの娘
声 - 古賀葵
ベルガイム・クロームの娘。病で亡くなってしまう。

### 魔犬の関係者
魔犬
声 - 日野聡
モーロックの体の一部を食べた犬。
子狼
声 - 咲々木瞳
魔犬の子供。
双子の悪魔（双頭の悪魔/主）
声 - 山崎たくみ
魔界の中でも力をもった一族の悪魔で、幼い頃に母親に殺されかけて返り討ちにするも兄弟揃って瀕死になり、二人の身体を一つにして生き長らえる。融合後は魔王級の悪魔となっている。
兄は剥製を作るのが好きで、死んだ母も剥製にして保存している。
配下のヘルハウンドを使役して狩りを行っていたが、人間界でヘルハウンドが恋に落ちた雌の狼をターゲットにした際、ヘルハウンドに離反されて追手を放つ。追手の上級悪魔がヘルハウンドを追う中でサイトウらと遭遇し、上級悪魔が敗れたところで上級悪魔の肉体を依り代にして人間界に出現、サイトウらと交戦する。
序盤は優勢だったが、モーロックが復活してからは、その圧倒的な実力に対抗できずに劣勢に立たされる。それでもしぶとく再生を繰り返していたが、最後は焼き尽くされて弱体化した個体（兄は生き延びて弟は死亡した）になった。悪足掻きでサイトウと武装解除したラエルザだけでも殺そうとするも、ヘルハウンドの息子にとどめを刺された。
左手の悪魔
声 - 武虎
左手の形をした上級悪魔。

### その他の人物
メヴェナ
声 - 大橋彩香
道具屋の娘。黒髪の美少女。サイトウとは職業柄で気が合う関係。武具を売りに来た男に騙された振りをしつつ利益を上げるなどのしたたかさを持つ。サイトウには多少なりとも好意を持っており、ラエルザとは恋敵となっている。

## 用語
マデラカ
異世界での寸法の単位。1マデラカは約30 cmに当たる。国を建てたマデラカ1世が男性器が長く300人の子を作ったとされ、彼に敬意を表して単位が設定された。

## 書誌情報
- 一智和智『便利屋斎藤さん、異世界に行く』KADOKAWA〈MFC〉、既刊13巻（2025年7月23日現在）
  1. 2019年7月22日発行（同日発売[3][4]）、ISBN 978-4-04-065896-4
  2. 2019年12月23日発行（同日発売[5]）、ISBN 978-4-04-064332-8
  3. 2020年8月21日発行（同日発売[6]）、ISBN 978-4-04-064932-0
  4. 2021年1月22日発行（同日発売[7]）、ISBN 978-4-04-680144-9
  5. 2021年6月23日発行（同日発売[8]）、ISBN 978-4-04-680525-6
  6. 2022年1月21日発行（同日発売[9]）、ISBN 978-4-04-680927-8
  7. 2022年7月23日発行（同日発売[10]）、ISBN 978-4-04-681642-9
  8. 2022年12月23日発売[11]、ISBN 978-4-04-682043-3
  9. 2023年6月23日発売[1]、ISBN 978-4-04-682415-8
  10. 2023年12月22日発売[12]、ISBN 978-4-04-683057-9
  11. 2024年7月22日発売[13]、ISBN 978-4-04-683671-7
  12. 2024年12月23日発売[14]、ISBN 978-4-04-684296-1
  13. 2025年7月23日発売[15]、ISBN 978-4-04-684898-7

## テレビアニメ
2023年1月から3月までAT-X、TOKYO MXほかにて放送された。

### スタッフ
- 原作 - 一智和智[2]
- 監修 - 桝田省治[2]
- 監督 - 窪岡俊之[2]
- シリーズ構成・脚本 - 猪原健太[2]
- 副監督 - 池下博紀
- キャラクターデザイン - たなべようこ[2]
- モンスターデザイン - 長森佳容
- アクション監修 - 和田伸一
- プロップデザイン - 永富浩司
- プロップ監修・文字デザイン - 横山友紀
- 美術設定 - 柴田千佳子
- 美術監督 - 柏村明香
- 美術監修 - 佐藤勝
- 色彩設計 - 高木雅人
- 特殊効果 - 村上宜隆、楊怡、久保田淳
- 撮影監督 - 村上展之
- 編集 - 柳圭介
- 音響監督 - 今泉雄一[2]
- 音響効果 - 斎藤みち代、小山恭正
- 音楽 - 大隅知宇[2]
- 音楽制作 - KADOKAWA
- 音楽プロデューサー - 水鳥智栄子
- プロデューサー - 菊島憲文、西ヶ谷英武、飯塚彩、丸山創
- アニメーションプロデューサー - 早坂一将
- アニメーション制作 - C2C[2]
- 製作 - 「便利屋斎藤さん、異世界に行く」製作委員会

### 主題歌
「kaleidoscope」
Teary Planetによるオープニングテーマ。作詞・作曲・編曲はNanao。
「ひだまりの彩度」
konocoによるエンディングテーマ。作詞・作曲・編曲はMIMI。

### 各話リスト
| 話数 | サブタイトル             | 絵コンテ                   | 演出       | 作画監督                                                                                    | 総作画監督                     | 初放送日      |
| ---- | ------------------------ | -------------------------- | ---------- | ------------------------------------------------------------------------------------------- | ------------------------------ | ------------- |
| #01  | 便利屋、斎藤さん         | 窪岡俊之                   | 永富浩司   | 滝澤陸                                                                                      | たなべようこ                   | 2023年 1月8日 |
| #02  | 斎藤さんが出来ること     | 池下博紀                   | 矢吹勉     | 鈴木ひろみ 藤川良子 ブラガリ・ポッター                                                      | たなべようこ 野田康行          | 1月15日       |
| #03  | 大迷宮の冒険者たち       | 窪岡俊之 池下博紀 永富浩司 | 嵯峨敏     | 周昊 藤川良子 諸葛子敬 大木比呂 福永純一 久保奈都美 芳賀亮 永野孝明                         | たなべようこ 野田康行          | 1月22日       |
| #04  | 新しい時代の幕開け       | 古川順康                   | 松林唯人   | 河野絵美 青木真理子                                                                         | たなべようこ 野田康行          | 1月29日       |
| #05  | 忍者と魔女               | 池下博紀 永居慎平          | 五月女有作 | 藤川良子 鈴木ひろみ ブラガリ・ポッター 吉田巧介 福永純一                                    | たなべようこ 野田康行          | 2月5日        |
| #06  | 老魔術師の記憶           | 矢吹勉                     | 矢吹勉     | 滝澤陸 青木駿介 工藤糸織 ブラガリ・ポッター 福永純一 周昊                                   | たなべようこ 野田康行          | 2月12日       |
| #07  | 極限の接触               | 相澤伽月                   | 永富浩司   | 河野絵美 青木真理子 水竹修治 藤川良子 福永純一 諸葛子敬                                     | たなべようこ 野田康行 河野絵美 | 2月19日       |
| #08  | 戦いで得たものは？       | えんどうてつや             | 池下博紀   | 中尾彩香 上西麻耶 工藤糸織 宇佐美翔平 中尾隆文 モリタユーシ                                 | たなべようこ 野田康行          | 2月26日       |
| #09  | 悲しき犬の戦士           | 相澤伽月                   | 五月女有作 | 周昊 滝澤陸 鈴木ひろみ TripleA                                                              | たなべようこ 野田康行          | 3月5日        |
| #10  | 魔界の追跡者             | 永居慎平                   | 清水一伸   | 藤川良子 工藤糸織 吉田隆也 周昊 鈴木ひろみ 諸葛子敬 齋藤温子                                | たなべようこ 野田康行          | 3月12日       |
| #11  | 最終決戦                 | 稲垣隆行                   | 大木比呂   | 青木真理子 河野絵美 宇佐美翔平 中尾彩香 諸葛子敬 TripleA                                    | たなべようこ 野田康行          | 3月19日       |
| #12  | いちばん必要としている人 | 石平信司                   | 永富浩司   | 吉田巧介 吉田隆也 工藤糸織 宇佐美翔平 青木真理子 和田伸一 中尾彩香 河野絵美 藤川良子 滝澤陸 | たなべようこ 野田康行          | 3月26日       |

### 放送局
| 放送期間                | 放送時間                     | 放送局     | 対象地域 | 備考                                            |
| ----------------------- | ---------------------------- | ---------- | -------- | ----------------------------------------------- |
| 2023年1月8日 - 3月26日  | 日曜 22:30 - 23:00           | AT-X       | 日本全域 | 製作参加 / CS放送 / 字幕放送 / リピート放送あり |
| 2023年1月9日 - 3月27日  | 月曜 0:30 - 1:00（日曜深夜） | TOKYO MX   | 東京都   |                                                 |
|                         |                              | サンテレビ | 兵庫県   |                                                 |
|                         | 月曜 0:45 - 1:15（日曜深夜） | KBS京都    | 京都府   |                                                 |
| 2023年1月10日 - 3月28日 | 火曜 23:30 - 水曜0:00        | BS日テレ   | 日本全域 | 製作参加 / BS/BS4K放送 / 『アニメにむちゅ〜』枠 |

| 配信開始日    | 配信時間                           | 配信サイト |
| ------------- | ---------------------------------- | --- |
| 2023年1月9日  | 月曜 0:00（日曜深夜） 更新         | dアニメストア |
| 2023年1月16日 | 月曜 0:00（日曜深夜） 以降順次更新 | ABEMA ニコニコ生放送 ニコニコチャンネル ひかりTV GYAO! FOD バンダイチャンネル Hulu TELASA J:COMオンデマンドメガパック milplus U-NEXT アニメ放題 Amazon Prime Video DMM TV WOWOWオンデマンド Rakuten TV music.jp ビデオマーケット HAPPY!動画 クランクイン！ビデオ ムービーフルplus |

### BD / DVD
| 巻 | 発売日        | 収録話         | 規格品番   | 規格品番   |
| 巻 | 発売日        | 収録話         | BD         | DVD        |
| -- | ------------- | -------------- | ---------- | ---------- |
| 1  | 2023年3月24日 | 第1話 - 第4話  | ZMXZ-16401 | ZMBZ-16411 |
| 2  | 2023年4月26日 | 第5話 - 第8話  | ZMXZ-16402 | ZMBZ-16412 |
| 3  | 2023年5月24日 | 第9話 - 第12話 | ZMXZ-16403 | ZMBZ-16413 |

### テレビアニメ参照話数
1. ↑  “#01.便利屋、斎藤さん”. TVアニメ「便利屋斎藤さん、異世界に行く」公式サイト. 2023年1月8日閲覧。
2. ↑  “#02.斎藤さんが出来ること”. TVアニメ「便利屋斎藤さん、異世界に行く」公式サイト. 2023年1月15日閲覧。
3. ↑  “#03.大迷宮の冒険者たち”. TVアニメ「便利屋斎藤さん、異世界に行く」公式サイト. 2023年1月22日閲覧。
4. ↑  “#04.新しい時代の幕開け”. TVアニメ「便利屋斎藤さん、異世界に行く」公式サイト. 2023年1月29日閲覧。
5. ↑  “#05.忍者と魔女”. TVアニメ「便利屋斎藤さん、異世界に行く」公式サイト. 2023年2月5日閲覧。
6. ↑  “#06.老魔術師の記憶”. TVアニメ「便利屋斎藤さん、異世界に行く」公式サイト. 2023年2月12日閲覧。
7. ↑  “#07.極限の接触”. TVアニメ「便利屋斎藤さん、異世界に行く」公式サイト. 2023年2月19日閲覧。
8. ↑  “#08.戦いで得たものは？”. TVアニメ「便利屋斎藤さん、異世界に行く」公式サイト. 2023年3月18日閲覧。
9. ↑  “#09.悲しき犬の戦士”. TVアニメ「便利屋斎藤さん、異世界に行く」公式サイト. 2023年3月5日閲覧。
10. ↑  “#10.魔界の追跡者”. TVアニメ「便利屋斎藤さん、異世界に行く」公式サイト. 2023年3月12日閲覧。
11. ↑  “#11.最終決戦”. TVアニメ「便利屋斎藤さん、異世界に行く」公式サイト. 2023年3月19日閲覧。
12. ↑  “#12.いちばん必要としている人”. TVアニメ「便利屋斎藤さん、異世界に行く」公式サイト. 2023年3月26日閲覧。